# Sphagomyia kenya
Sphagomyia kenya är en tvåvingeart som beskrevs av Jason Gilbert Hayden Londt 2002. Sphagomyia kenya ingår i släktet Sphagomyia och familjen rovflugor.
Artens utbredningsområde är Kenya. Inga underarter finns listade i Catalogue of Life.